# Lai Wenguang
Lai Wenguang  (en chino 賴文光, 1827–1868) fue un líder militar chino de la Rebelión Taiping y la Rebelión Nian, y conocido durante su mandato militar como el Rey de Zun (遵王) ("obedecer a Dios"). Sirvió en el efímero reino Taiping de Hong Xiuquan al ser el hermano menor de la esposa de Hong Xiuquan, lideró a las fuerzas Taiping a muchas victorias militares. Al ser destruido el reino Taiping se unió a la Rebelión Nian (1851–1868) donde se convirtió en el líder del Ejército del Este de Nian en 1866.  En junio de 1865, comandó fuerzas de caballería de Nian de 90.000 hombres para rodear y atacar la capital, Beijing, casi con éxito. Lai se rindió a las fuerzas Qing el 5 de enero de 1868. Fue ejecutado por Li Hongzhang tras un interrogatorio en febrero.
Lai Wenguang atrajo a muchos chinos del norte para unirse en la lucha contra el gobierno Qing porque la gente creía que Aisin Gioro tenía una agenda secreta para dar un golpe de Estado contra la emperatriz viuda Cixi.
Su hermano mayor, Lai Hanying, fue el rey de la rebelión Taiping desde el principio y uno de los pocos reyes que aún vivían después de que terminó la guerra civil en 1870. Cuando era niño, el futuro revolucionario Sun Yat-sen escuchaba a menudo la historia de la rebelión Taiping.